# HTV-9
HTV-9, 또는 고노토리 9호기(일본어: こうのとり9号機)는 일본 우주항공연구개발기구에서 9번째로 쏘아올린 우주 스테이션 보급기이다. 2020년 5월 20일 17시 31분 00초(UTC), 다네가시마 우주 센터에서 발사되었으며, SARS-CoV-2 감염 확산 방지를 위해 여러 발사 견학장을 폐쇄한 채로 발사했다.

## 특징
일본의 우주 스테이션 보급기의 아홉 번째이자 HTV-8에 이은 최종 HTV로서, HTV-9를 마지막으로 HTV는 퇴역했으며, HTV의 발사에 이용되어온 H-IIB 로켓도 HTV-9 임무를 마지막으로 퇴역했다.
HTV-9는 HTV-8과 마찬가지로, HTV-X에 적용될 기술들을 사전에 검증하는 목적을 겸한 개량이 이루어졌다. 대표적으로, 자동 도킹 기술에 필요한 무선 통신 장치를 탑재하고 HTV-9에서 본 국제우주정거장의 상대적인 움직임을 HTV-9의 추진기에 설치한 카메라로 동영상을 찍어 실시간으로 국제우주정거장에 전송하는 기술의 검증을 실시했다.
이외에도 HTV-8에서 채용된 신형 자세 제어 센서 등의 기술도 HTV-9에서 그대로 사용했다.
HTV-5, HTV-6, HTV-7, HTV-8에 이어 HTV-9에서도 신선 식품을 국제우주정거장으로 운반했으며, HTV-6, HTV-7, HTV-8에 이어 HTV-9도 리튬 이온 전지 6대를 실어 나르게 되었다. S6트러스의 니켈 수소 전지 12대와 교환하며, 모두 승무원의 선외 활동을 통해 교환했다.

## 화물
HTV-9는 가압부 약 4.3t, 비가압부 약 1.9t, 총 6.2t의 화물을 국제우주정거장에 보냈다.

### 가압부
- 일본 우주항공연구개발기구의 화물:[14][12]
  - 초소형 위성 탑재용 지구 관측 위성 카메라 (integrated Standard Imager for Microsatellites: iSIM)
  - 고체 연료 실험 장치 (Solid Combustion Experiment Module: SCEM) 등, FLARE (Flammability Limits at Reduced Gravity Experiment) 실험 관련품
  - 키보 우주방송국 (Space Frontier Studio KIBO) 관련품
- 미국 항공 우주국의 화물:[14][12]
  - 식료품과 우주인 생활 용품등 승무원 관련 제품(JAXA가 준비)
  - 실험 랙 (Express Rack 11B: ER11B)
  - 저수 시스템(Water Storage System: WSS)용 물 탱크
  - 질소 산소 보충 시스템 (Nitrogen Oxygen Recharge System: NORS) 탱크
- 유럽 우주국의 화물:[14]
  - European Drawer Mark Ⅱ: EDR2

### 비가압부
- 미국 항공 우주국의 화물:[14][12]
  - 국제우주정거장용 신형 리튬 이온 전지 6개당 94cm, 세로 103cm, 높이 48cm, 197kg)[13]

## 운용

### 발사

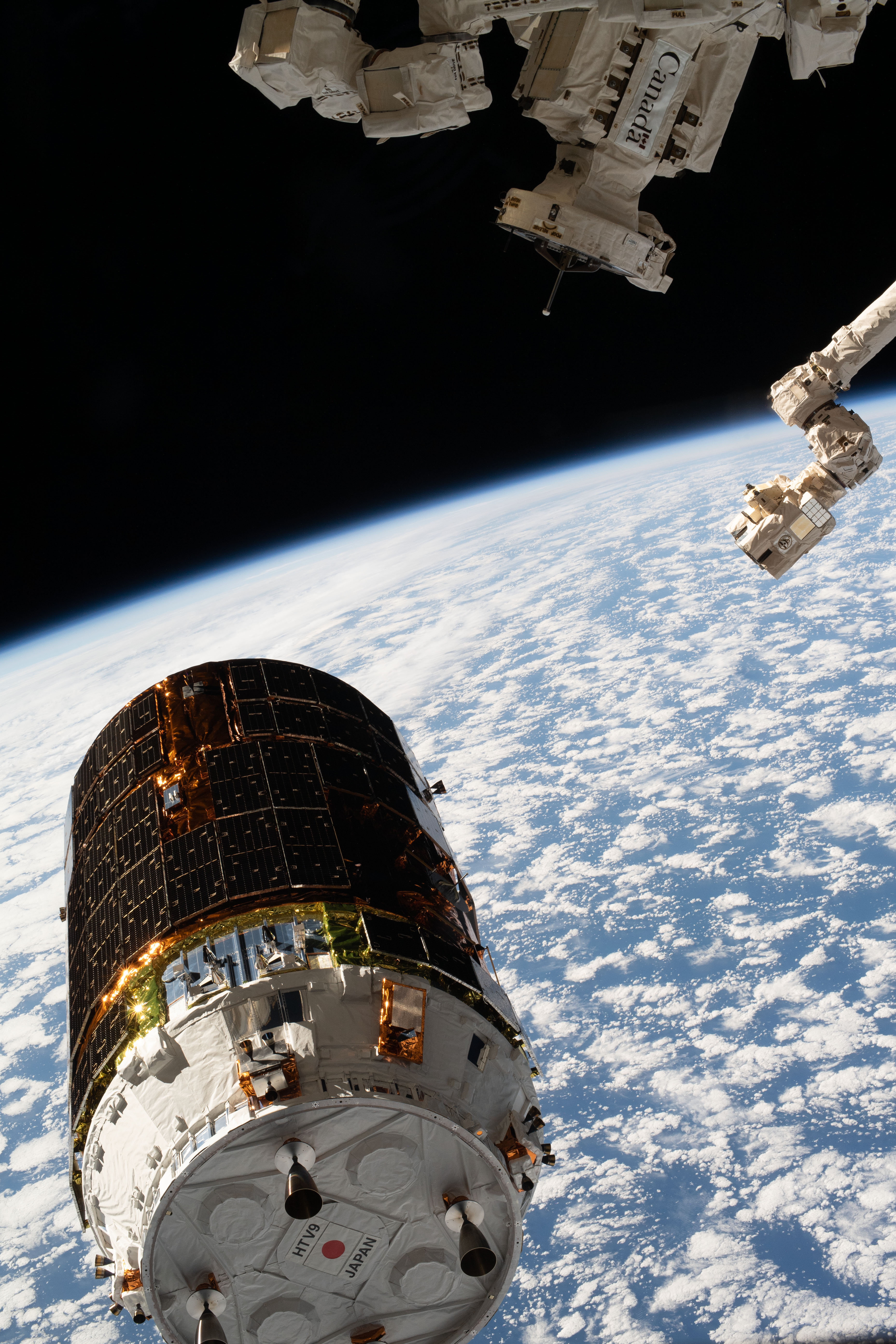
국제우주정거장의 SSRMS에 의해 포획되기 직전의 HTV-9.

HTV-9는 2020년 5월 20일 17시 31분(UTC)에 H-IIB를 통해 발사되었다. 발사는 코로나19 범유행이 일어나던 시기에 이뤄졌기 때문에, 발사를 지켜볼 수 있는 장소는 모두 폐쇄되었으며, 해당 지역 마을에서는 방문하지 말 것을 당부했다. 발사 15분 7초 후, HTV-9는 로켓에서 정상적으로 분리되어 국제우주정거장으로 향했다.
HTV-9는 5월 25일 경 국제우주정거장에 도착했으며, 12시 13분(UTC)에 국제우주정거장의 SSRMS가 HTV-9를 포획했다. 도킹 지점은 하모니 모듈이었으며, 18시 25분(UTC)에 도킹이 끝났다.

### 국제우주정거장과의 도킹 기간
같은 날 19시 24분(UTC) 국제우주정거장 승무원은 HTV-9의 해치를 열고 안으로 들어갔다. 가압부의 화물은 5월 26일부터 옮기기 시작했다.
비가압부의 리튬 이온 전지가 있는 선외실험장치탑재용 팔레트는 6월 1일 로봇 팔을 이용해 꺼냈으며, 6월 2일 기존의 리튬 이온 전지가 실린 HTV-8의 선외실험장치탑재용 팔레트를 HTV-9로 실었다.

### 출발 및 재진입
8월 17일 15시 45분(UTC)에 가압부 해치가 폐쇄되었으며, 다음 날 17시 37분(UTC)에 도킹이 해제되어 궤도로 방출되었다. 보급선 본체는 8월 20일 7시 7분(UTC) 경 대기권에 재진입하여 파괴되었다.